# Roy Buchanan (raccolta)
Roy Buchanan è una raccolta (la prima della discografia) di Roy Buchanan, pubblicato dalla Polydor Records nel 1974.

## Tracce
Lato A
1. Sweet Dream – 3:32 (Don Gibson) – Tratto dall'album: Roy Buchanan (1972)
2. Tribute to Elmore James – 3:25 (Roy Buchanan) – Tratto dall'album: Second Album (1973)
3. Roy's Bluz – 5:59 (Roy Buchanan) – Tratto dall'album: That's What I Am Here For (1974)
4. Cajun – 1:35 (Roy Buchanan) – Tratto dall'album: Roy Buchanan (1972)
5. Country Preacher – 3:28 (Joe Zawinul) – Tratto dall'album: In the Beginning (1974)
6. After Hours – 6:13 (Avery Parrish, Buddy Feyne, Robert Bruce) – Tratto dall'album: Second Album (1973)

Durata totale: 24:12
Lato B
1. The Messiah Will Come Again – 5:52 (Roy Buchanan) – Tratto dall'album: Roy Buchanan (1972)
2. Filthy Teddy – 3:10 (Roy Buchanan) – Tratto dall'album: Second Album (1973)
3. Wayfairing Pilgrim – 5:05 (Roy Buchanan, Ed Freeman) – Tratto dall'album: In the Beginning (1974)
4. Please Don't Turn Me Away – 4:48 (Roy Buchanan, Price) – Tratto dall'album: That's What I Am Here For (1974)
5. She Once Lived Here – 2:58 (Inman) – Tratto dall'album: Second Album (1973)
6. In the Beginning – 2:23 (Roy Buchanan) – Tratto dall'album: In the Beginning (1974)

Durata totale: 24:16

## Musicisti
- Roy Buchanan - chitarre
- Roy Buchanan - voce solista (brani: Roy's Bluz, The Messiah Will Come Again
- Teddy Irwin - chitarra ritmica (brani: Sweet Dream, Cajun, The Messiah Will Come Again, Tribute to Elmore James, After Hours, Filthy Teddy e She Once Lived Here
- Dick Heintze - organo, pianoforte (eccetto nei brani: Country Preacher, Wayfairing Pilgrim e In the Beginning)
- Neil Larsen - tastiere, arrangiamenti (brani: Country Preacher, Wayfairing Pilgrim e In the Beginning)
- Pete Van Allen - basso (brani: Sweet Dream, Cajun e The Messiah Will Come Again)
- Don Payne - basso (brani: Tribute to Elmore James, After Hours, Filthy Teddy e She Once Lived Here)
- John Harrison - basso fender, accompagnamento vocale (brani: Roy's Bluz e Please Don't Turn Me Away)
- Kenny Tibbetts - basso (brani: Country Preacher, Wayfairing Pilgrim e In the Beginning)
- Ned Davis - batteria (brani: Sweet Dream, Cajun e The Messiah Will Come Again, She Once Lived Here)
- Jerry Mercer - batteria (brani: Tribute to Elmore James, After Hours, Filthy Teddy e She Once Lived Here)
- Robbie Magruder - batteria (brani: Roy's Bluz e Please Don't Turn Me Away)
- Bill Stewart - batteria (brani: Country Preacher, Wayfairing Pilgrim e In the Beginning)
- Greg Adams - tromba, arrangiamenti strumenti a fiato (brani: Country Preacher, Wayfairing Pilgrim e In the Beginning)
- Lenny Pickett - sassofono alto, sassofono tenore (solo) (brani: Country Preacher, Wayfairing Pilgrim e In the Beginning)
- Mimi Castillo - sassofono tenore (brani: Country Preacher, Wayfairing Pilgrim e In the Beginning)
- Mic Gillette - tromba, trombone (brani: Country Preacher, Wayfairing Pilgrim e In the Beginning)
- Stephen Kupka - sassofono baritono (brani: Country Preacher, Wayfairing Pilgrim e In the Beginning)
- Armando Peraza - congas (brani: Country Preacher, Wayfairing Pilgrim e In the Beginning)
- Jim Rameyn - sintetizzatore programming (brani: Country Preacher, Wayfairing Pilgrim e In the Beginning)
- Tom Flye - tamburello (brani: Country Preacher, Wayfairing Pilgrim e In the Beginning)
- Ed Freeman - tastiere (brani: Country Preacher, Wayfairing Pilgrim e In the Beginning)
- Venetta Fields - accompagnamento vocale, coro (brani: Country Preacher, Wayfairing Pilgrim e In the Beginning)
- Carlena Williams - accompagnamento vocale, coro (brani: Country Preacher, Wayfairing Pilgrim e In the Beginning)